# ソフィア地下鉄
ソフィア地下鉄（ブルガリア語:Софийско метро、ラテン文字転写：Sofiysko Metro）は、ブルガリアの首都であるソフィアを走る地下鉄。2024年現在、4路線、47駅、総延長は52.0キロメートルである。

## 歴史

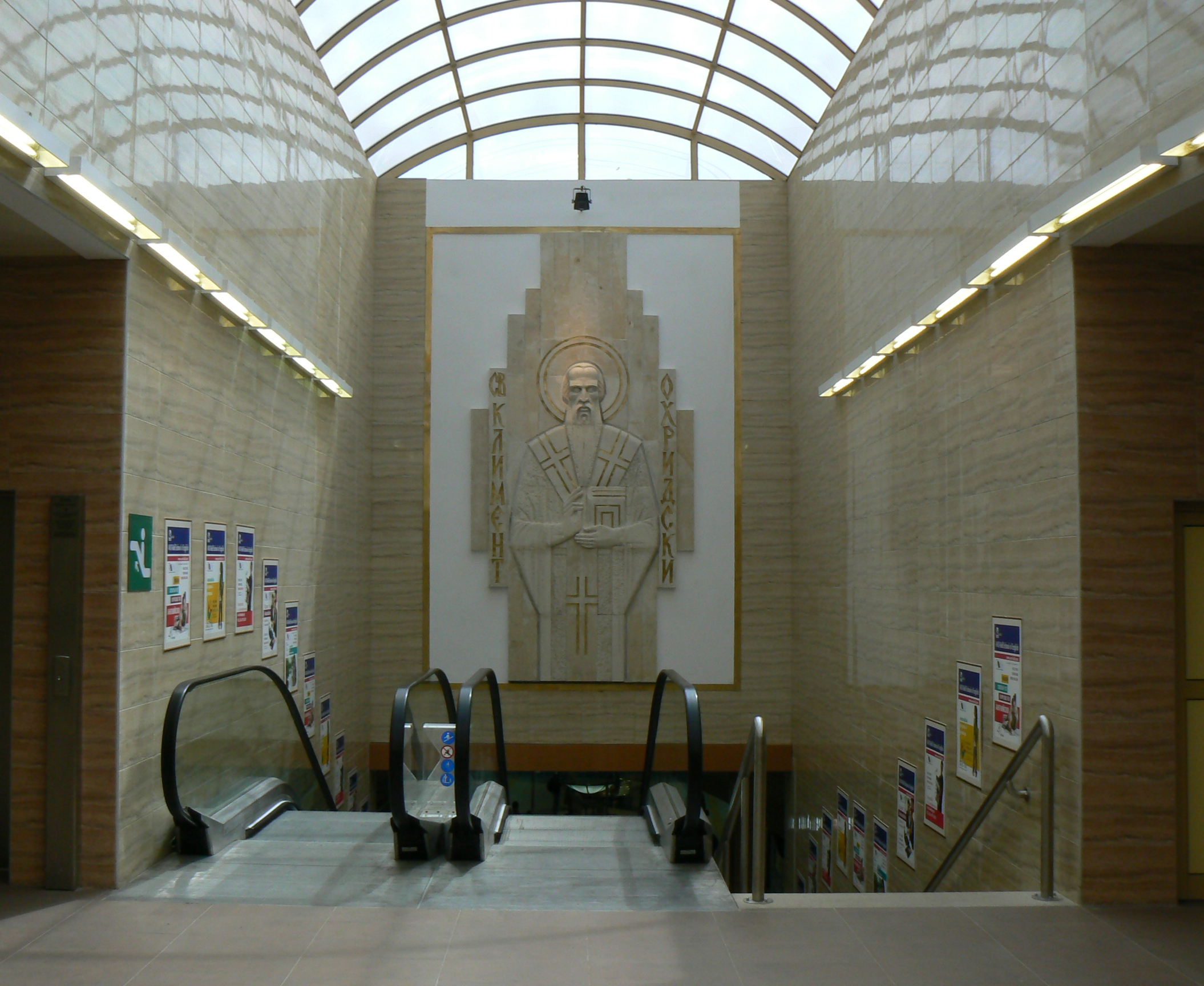
聖クリメント・オフリドスキ・ソフィア大学駅

ソフィアにおける地下鉄計画は1960年代から存在し、1970年代から1980年代初頭まで一部の駅では工事が行われていたものの、実際にメトロが開業したのは1998年1月のことだった。その主な理由としては、それまでは地下鉄に対する需要はそれほど大きくないと考えられていたこと、そして、ソフィアは古代から続く都市であるためその地下には多くの歴史的遺物が残されていることがあげられる。そのような古代の遺物は、たとえばセルディカ駅の構内にくっきりと見ることが出来る。ここには、古代トラキア、古代ローマ帝国、そして現代の構造物が同じ空間に共存している。
1998年1月28日にメトロの最初の区間が開通した。そのときの総延長は6.5キロメートルで、スリヴニツァ大通りからリューリンを通ってコンスタンティン・ヴェリチコフ駅へいたる5駅の区間であった。その後路線は東へ伸び、オパルチェンスカ駅は1999年9月17日に開業、聖ネデリャ教会に程近いセルディカ駅へは2000年10月31日に延伸、総延長は8.1キロメートルとなった。一方、西側へは2003年4月にオベリャ駅まで延伸した。聖ネデリャ広場にあるセルディカ駅から市の中心部を通って路線はさらに東へ延伸され、2009年にはムラドスト駅（Младост 1）まで延伸。2012年8月には(Цариградско шосе)まで延伸開業した。2015年にはソフィア空港までとビジネスパーク・ソフィアまでの路線が完成した。
また、南北に走る2号線（地図の青色）は1号線のオベリャ駅からソフィア中央駅（Central Railway Station）、国立文化宮殿駅（Национален дворец на културата、Natsionalen dvorets na kulturata、英語:National Palace of Culture、通称НДК、NDK）を通って、James Bourchier駅へいたる路線が2012年8月に開通した。
1号線と2号線はオベリャ駅でつながっており、相互直通運転を行っている。

## 路線と駅

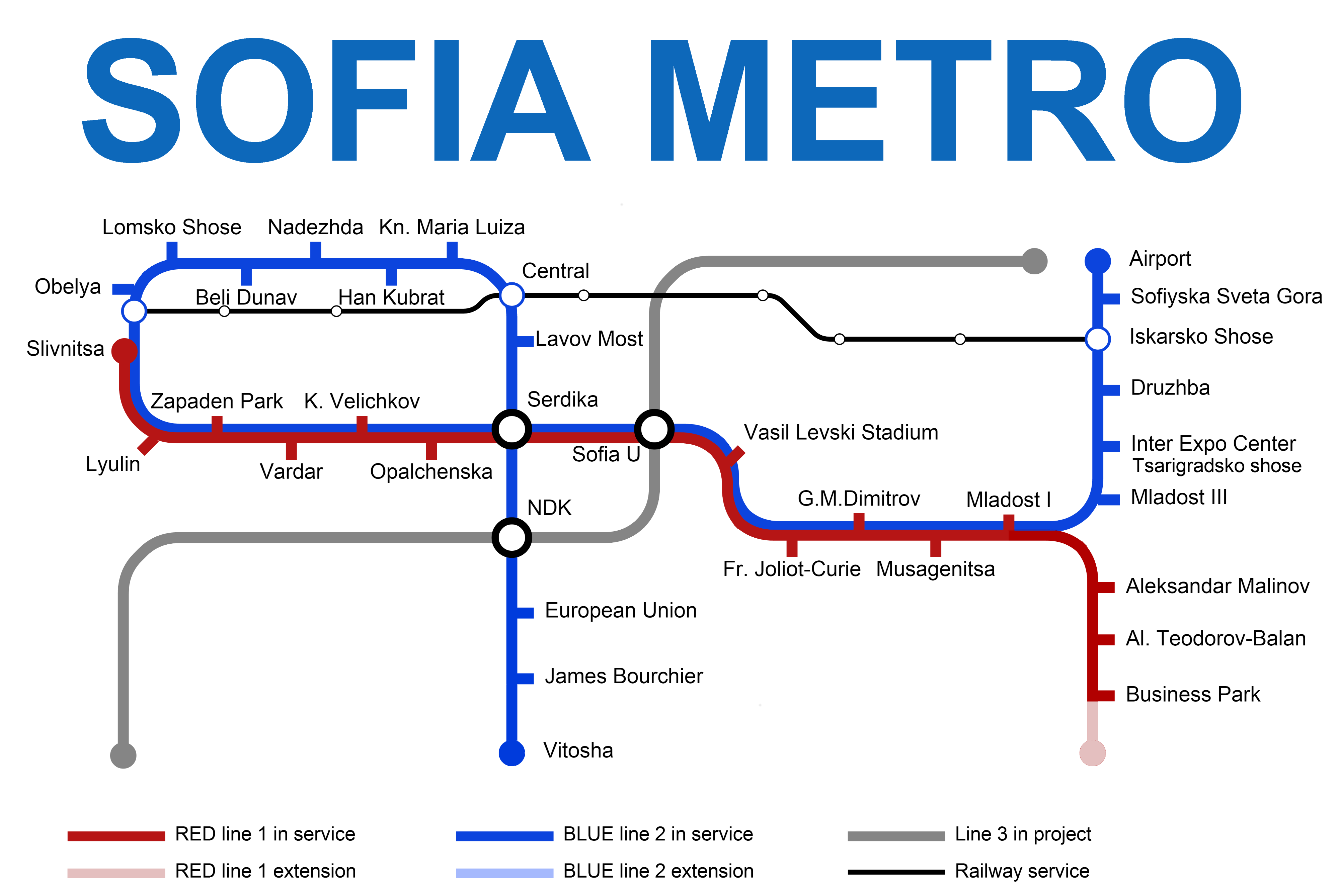
ソフィア地下鉄運行路線図

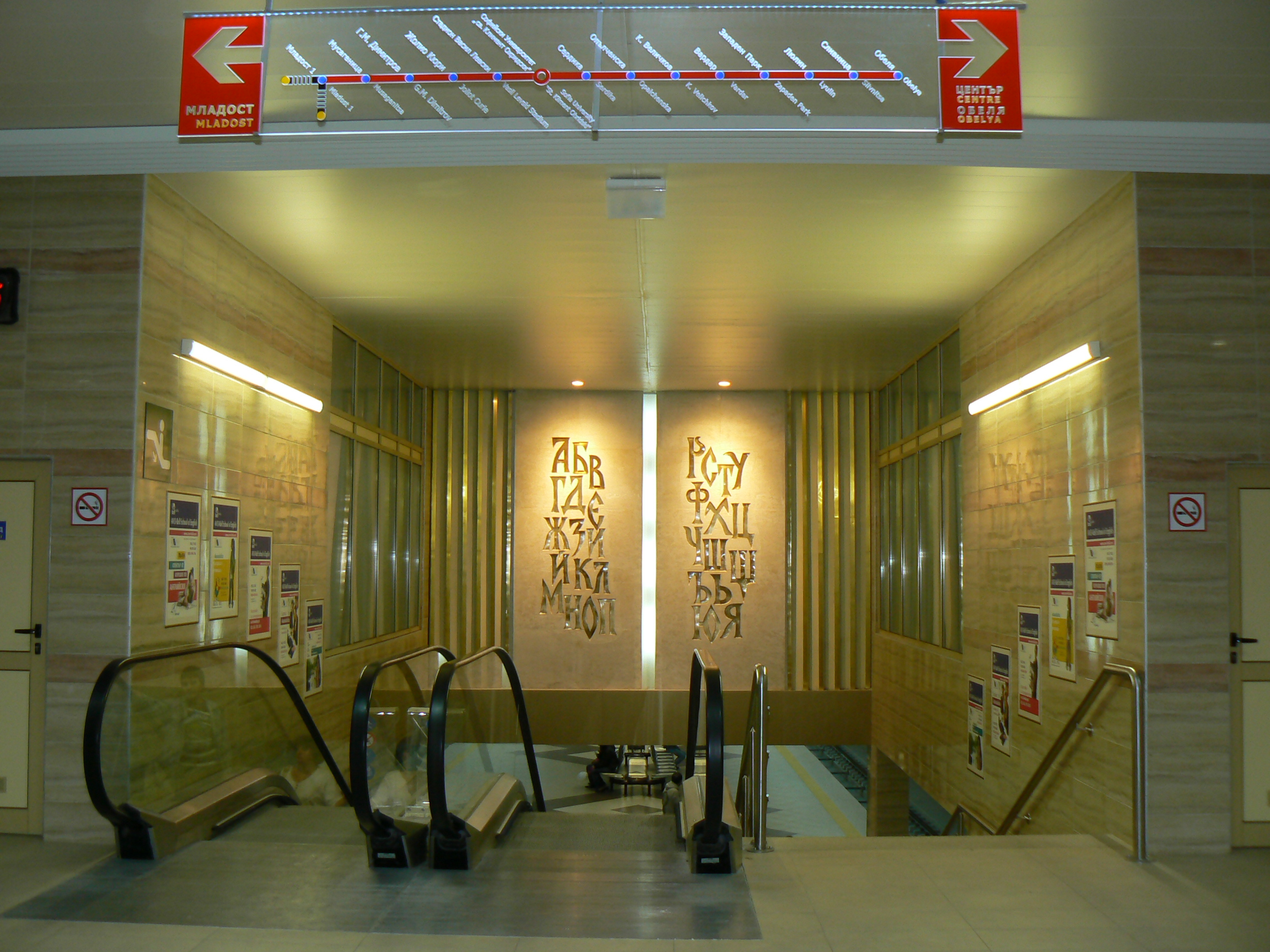
聖クリメント・オフリドスキ・ソフィア大学駅

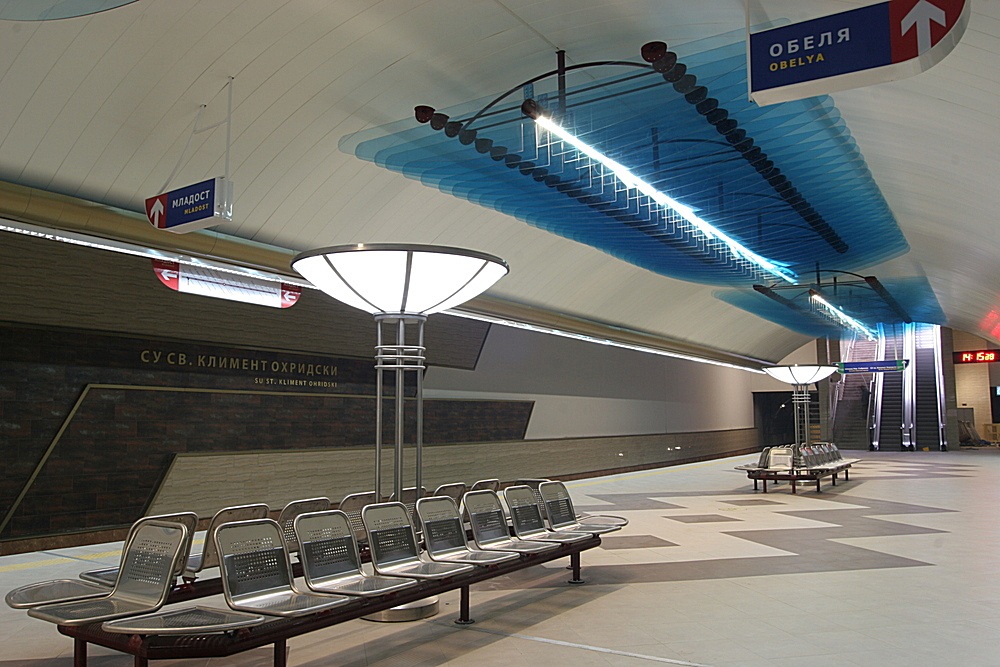
聖クリメント・オフリドスキ・ソフィア大学駅

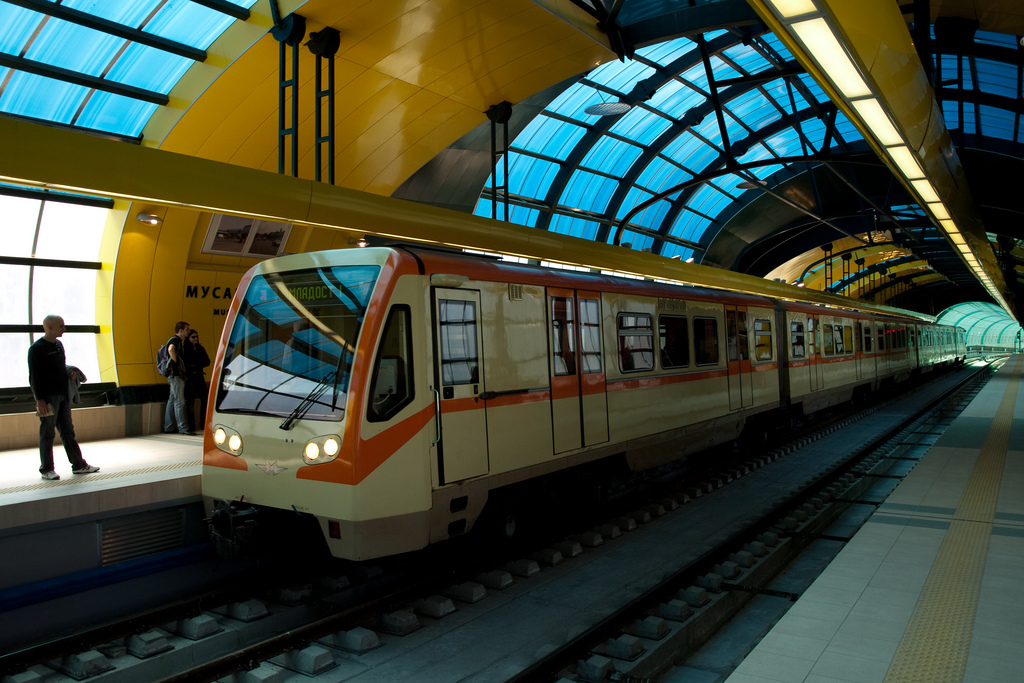
ムサゲニツァ駅

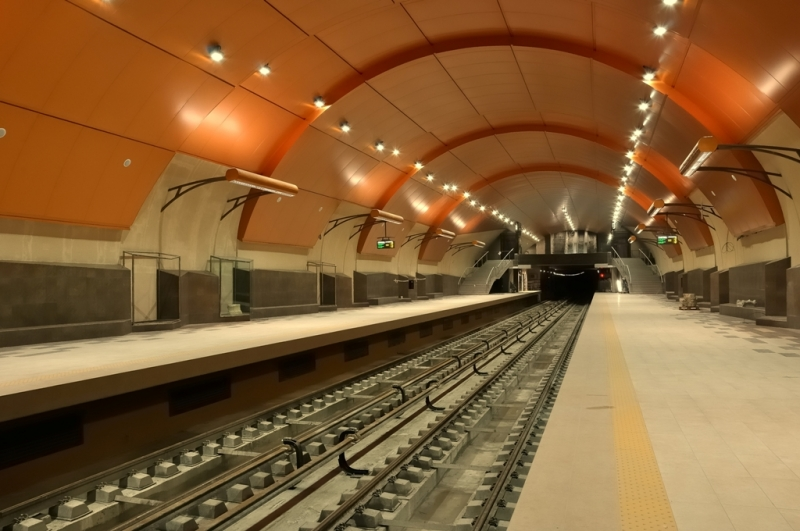
セルディカ駅

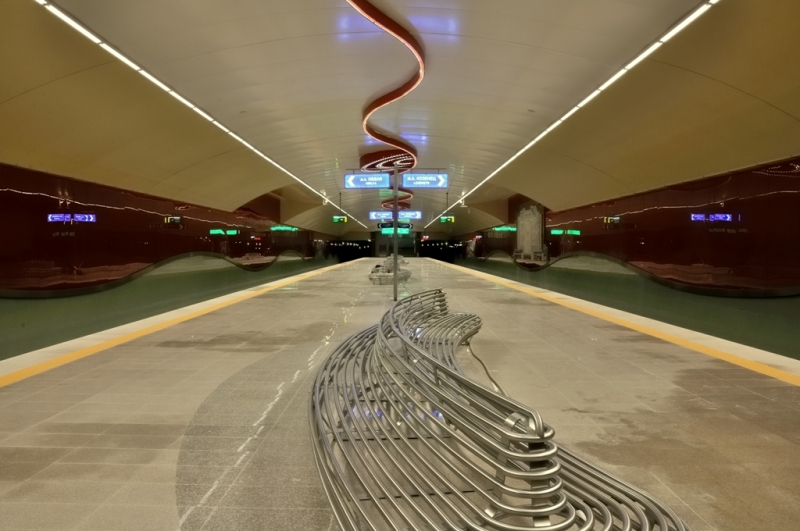
国立文化宮殿(NDK)駅

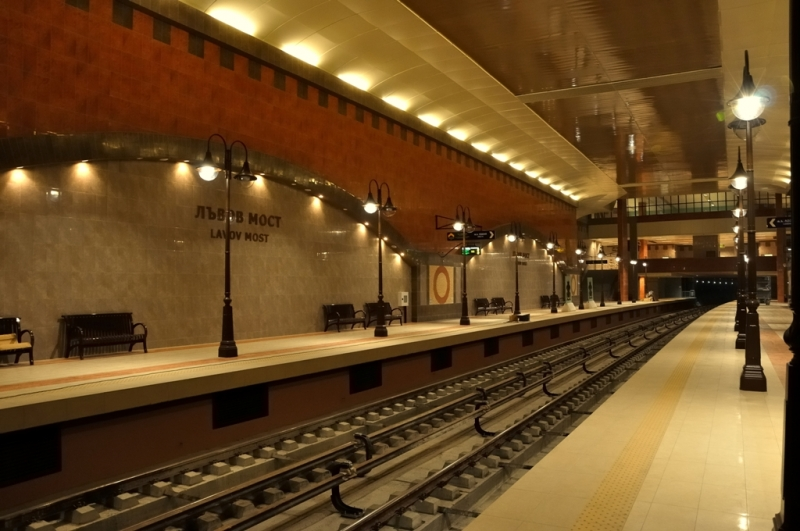
ラヴォフ橋駅

### 1号線
オベリャ駅～ムラドスト1駅間は1号線の路線だが、2号線も乗り入れている。1号線単独の区間はムラドスト1駅～ビジネスパーク・ソフィア駅間のみである。
- オベリャ駅（Обеля、Obelya）
- スリヴニツァ駅（Сливница、Slivnitsa）
- リューリン駅（Люлин、Lyulin）
- ザパデン公園駅（Западен парк、Zapaden park）
- ヴァルダル駅（Вардар、Vardar）
- コンスランティン・ヴェリチコフ駅（Константин Величков、Konstantin Velichkov）
- オパルチェンスカ駅（Опълченска、Opalchenska）
- セルディカ駅（Сердика、Serdika）
- 聖クリメント・オフリドスキ・ソフィア大学駅（СУ „Св. Климент Охридски“、St. Kliment Ohridski Sofia University）
- ヴァシル・レフスキ競技場駅 (СУ „Св. Климент Охридски“)
- Joliot-Curie駅 (Жолио Кюри)
- G.M.Dimitrov駅 (Г. М. Димитров)
- ムサゲニツァ駅（Мусагеница、Musagenitza）
- ストゥデンツカ駅（Студентска、Studentska）
- ムラドスト1駅（Младост1、Mladost1）
- Aleksandar Malinov駅 (Александър Малинов)
- Akad. Aleksandar Teodorov-Balan駅 (Акад. Александър Теодоров-Балан)
- ビジネスパーク・ソフィア駅 (Бизнес Парк София)

### 2号線
1号線区間であるオベリャ駅～～ムラドスト1駅間に乗り入れており、2号線はその先のソフィア空港駅までの運行となっている。
- Vitosha駅 (Витоша)
- James Bourchier駅 （Джеймс Баучер）
- 欧州連合駅 （Европейски съюз、European Union）・・・1981年に建設
- 国立文化宮殿駅（НДК、NDK）・・・1981年に建設
- セルディカ駅（Сердика、Serdika）
- ラヴォフ橋駅 （Лъвов мост、Lavov Most）
- ソフィア中央駅 （Централна ж.п. гара）
- マリヤ・ルイザ妃駅 （Княгиня Мария-Луиза、Knyaginya Mariya Luiza）
- Han Kubrat駅 （Хан Кубрат）
- Beli Dunav駅 （Бели Дунав）
- Lomsko shose （Ломско шосе）
- オベリャ駅（Обеля、Obelya）･･･1号線への乗り入れ区間
- スリヴニツァ駅（Сливница、Slivnitsa）･･･1号線への乗り入れ区間
- リューリン駅（Люлин、Lyulin）･･･1号線への乗り入れ区間
- ザパデン公園駅（Западен парк、Zapaden park）･･･1号線への乗り入れ区間
- ヴァルダル駅（Вардар、Vardar）･･･1号線への乗り入れ区間
- コンスランティン・ヴェリチコフ駅（Константин Величков、Konstantin Velichkov）･･･1号線への乗り入れ区間
- オパルチェンスカ駅（Опълченска、Opalchenska）･･･1号線への乗り入れ区間
- セルディカ駅（Сердика、Serdika）･･･1号線への乗り入れ区間
- 聖クリメント・オフリドスキ・ソフィア大学駅（СУ „Св. Климент Охридски“、St. Kliment Ohridski Sofia University）･･･1号線への乗り入れ区間
- ヴァシル・レフスキ競技場駅 (СУ „Св. Климент Охридски“)･･･1号線への乗り入れ区間
- Joliot-Curie駅 (Жолио Кюри)･･･1号線への乗り入れ区間
- G.M.Dimitrov駅 (Г. М. Димитров)･･･1号線への乗り入れ区間
- ムサゲニツァ駅（Мусагеница、Musagenitza）･･･1号線への乗り入れ区間
- ストゥデンツカ駅（Студентска、Studentska）･･･1号線への乗り入れ区間
- ムラドスト1駅（Младост1、Mladost1）･･･1号線への乗り入れ区間
- ムラドスト3駅（Младост3、Mladost3）
- Inter Expo Center - Tsarigradsko shose駅 （Метростанция „Интер Експо Център - Цариградско шосе“ )
- Druzhba駅 (Дружба)
- Iskarsko Shose駅 (Искърско шосе)
- Sofiyska Sveta Gora駅 (Софийска Света гора)
- ソフィア空港駅（Летище София、Sofia Airport)

### 3号線
2020年8月26日開通。